# Tmarus albisterni
Tmarus albisterni is een spinnensoort in de taxonomische indeling van de krabspinnen (Thomisidae).
Het dier behoort tot het geslacht Tmarus. De wetenschappelijke naam van de soort werd voor het eerst geldig gepubliceerd in 1942 door Cândido Firmino de Mello-Leitão.